# Диас, Берта
Хулия Берта Диас Эрнандес (исп. Julia Bertha Díaz Hernández; 1 октября 1936, Гавана — 20 ноября 2019, Майами, Флорида) — кубинская легкоатлетка, выступавшая в беге на короткие дистанции, барьерном беге и прыжках в длину. Участница летних Олимпийских игр 1956 и 1960 годов, двукратная чемпионка Панамериканских игр 1955 и 1959 годов, серебряный призёр Панамериканских игр 1955 года, двукратная чемпионка и серебряный призёр Центральноамериканских и Карибских игр 1962 года, бронзовый призёр Центральноамериканских и Карибских игр 1954 года. Первая женщина, представлявшая Кубу на Олимпийских играх.

## Биография
Берта Диас родилась 1 октября 1936 года в пригороде Лоутон кубинского города Гавана.
Первоначально занималась бейсболом, где демонстрировала высокие скоростные качества. Позже переключилась на лёгкую атлетику. 16 раз становилась чемпионкой Кубы, установила 28 рекордов страны, завоевала свыше 250 трофеев и медалей. Трижды выигрывала чемпионат США в беге на 80 метров с барьерами (1955—1956, 1958), была бронзовым призёром в беге на 220 ярдов (1958).
14 раз признавалась лучшей легкоатлеткой Кубы, 12 раз — лучшей спортсменкой страны.
В 1954 году дебютировала на международном уровне, выступив на Центральноамериканских и Карибских играх в Мехико, где завоевала две бронзовых медали в беге на 100 метров и эстафете 4х100 метров.
В 1955 году на Панамериканских играх в Мехико выиграла золото в беге на 60 метров, став первой кубинкой, победившей на этих соревнованиях. Также завоевала серебро в беге на 80 метров с барьерами.
В 1956 году вошла в состав сборной Кубы на летних Олимпийских играх в Мельбурне. В беге на 80 метров с барьерами заняла в четвертьфинале 2-е место с результатом 11,51 секунды, в полуфинале — 5-е (11,42), уступив 0,3 секунды попавшей в финал с 3-го места Марии Голубничей из СССР. Также была заявлена в беге на 100 метров, но не вышла на старт.
Диас стала первой женщиной, представлявшей Кубу на Олимпийских играх.
В 1959 году на Панамериканских играх в Чикаго завоевала золото в беге на 80 метров с барьерами.
В 1960 году вошла в состав сборной Кубы на летних Олимпийских играх в Риме. В беге на 80 метров с барьерами заняла в четвертьфинале последнее, 5-е место с результатом 11,83, уступив 0,29 секунды попавшей в полуфинал со 2-го места Норме Троуэр из Австралии.
В 1962 году на Центральноамериканских и Карибских играх в Кингстоне победила в беге на 80 метров с барьерами и прыжках в длину и выиграла серебро в эстафете 4х100 метров.
В 1966 году, когда Диас вместе со сборной Кубы направлялась на корабле «Серро Пеладо» в Сан-Хуан на Центральноамериканские и Карибские игры, её сняли с рейса. Когда до побережья Пуэрто-Рико оставалось 3 мили, на борт поднялись двое мужчин, которые обвинили Диас в том, что она агент ЦРУ. Вместе с одним из бейсболистов её вернули на Кубу.
В 1968 году эмигрировала в США. Жила в Майами, работала учителем физкультуры, терапевтом, массажисткой.
Умерла 20 ноября 2019 года в баптистской больнице на юго-западе Майами из-за осложнений, вызванных продолжительным артритом.
Завещала развеять её прах в самой южной точке Ки-Уэста, которая ближе всего находится к Кубе.

## Личный рекорд
- Бег на 80 метров с барьерами — 10,7 (1963)[1]

## Память
В 2003 году была введена в открывшийся Зал славы кубинского спорта в числе 100 самых выдающихся спортсменов страны.